# Estreito de San Juanico

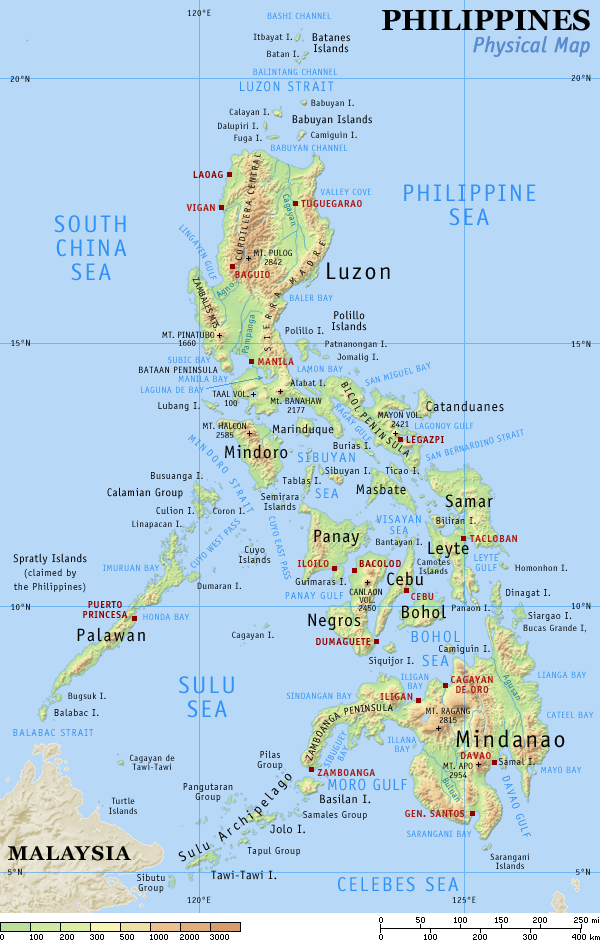
O Estreito de San Juanico, entre Leyte e Samar

O estreito de San Juanico é um pequeno braço de mar localizado nas Filipinas entre as ilhas de Leyte e Samar. Cruzado pela Ponte de San Juanico, em seu ponto mais estreito ele tem 2 km de distância de uma[margem à outra.